# Raphael Nussbaum
Raphael Nussbaum est un réalisateur, scénariste et producteur allemand né le 7 décembre 1931 en Allemagne, mort le 23 février 1993.

## Filmographie

### comme réalisateur
- 1960 : Sables brûlants (de) (Brennender Sand)
- 1962 : Vom Zaren bis zu Stalin
- 1963 : Dans les griffes de l'homme invisible (de) (Der Unsichtbare)
- 1966 : Trunk to Cairo
- 1968 : Kommando Sinai
- 1974 : Pets
- 1976 : The Amorous Adventures of Don Quixote and Sancho Panza
- 1987 : W.A.R.: Women Against Rape
- 1987 : Private Road: No Trespassing (vidéo)
- 1991 : Aux portes de l'enfer (Speak of the Devil)

### comme scénariste
- 1960 : Sables brûlants (de) (Brennender Sand)
- 1963 : Der Unsichtbare
- 1974 : Pets
- 1976 : The Amorous Adventures of Don Quixote and Sancho Panza
- 1987 : W.A.R.: Women Against Rape
- 1987 : Private Road: No Trespassing (vidéo)
- 1991 : Aux portes de l'enfer (Speak of the Devil)

### comme producteur
- 1963 : Der Unsichtbare
- 1967 : Pension Clausewitz
- 1968 : Kommando Sinai
- 1969 : Les Amazones du désir (en) (The Female Bunch) d'Al Adamson
- 1974 : Pets
- 1976 : The Amorous Adventures of Don Quixote and Sancho Panza
- 1977 : Journey Into the Beyond
- 1987 : W.A.R.: Women Against Rape
- 1991 : Aux portes de l'enfer (Speak of the Devil)